# ダチア・ジョガー
ジョガー (Jogger) は、ルーマニアの自動車製造会社、ダチアが製造するステーションワゴン型小型（Cセグメント）自動車である。
3代目ダチア・ロガンを基にしており、5人乗り仕様と7人乗り仕様がある。

## 概要
2021年ミュンヘンモーターショーで発表された。ポジション的には3列7シーターレイアウトをもったロッジーの後継的なモデルとなる。
プラットフォームはサンデロと同じく、ルノー・日産・三菱アライアンス内の多くのモデルで採用されるモジュラープラットフォーム「CMF-B」をベースにしているが、独自のリアモジュールを採用することで、プラットフォームを共有する車種よりも一回り大きくなっている。
2022年後半には、ダチアがロゴとエンブレムを刷新したことにより、グリルのデザインを小変更した。

## スタイリング
ジョガーのエクステリアは、大胆で幅広なフロントグリルの両端には、サンデロやダスターと同じく最新ダチア車のアイデンティティになりつつあるY字型のLEDデイタイムランニングライトをはじめ、フェンダーやサイドモール部分などの各所を黒色にした樹脂パーツで装飾されている。また、縦型のリアランプを採用したリア部は、ボルボのような立体的な造形になっている。リアドアはロッジーに引き続きヒンジドアで、開口部の広いドアを採用し、3列目シートへの乗降性を向上させている。

## パワートレイン
新開発の「TCe 110ガソリンエンジン」と「ECO-G 100エンジン」の2つのエンジンが設定される（水冷直列3気筒ターボ DOHC 12V フロント横置き 気筒休止機構付）。ECO-Gはガソリンと液化石油ガス（LPG）のバイフューエルで、自動車メーカーではダチアが唯一使用しているエンジンである。また、2023年には、ハイブリッドエンジンを追加する予定があり、さらに利用しやすい7人乗りのハイブリッド車になると発表された。
トランスミッションは6速マニュアルトランスミッションとCVT（ガソリン車のみ）が設定される。